# Masirana abensis
Masirana abensis là một loài nhện trong họ Leptonetidae.
Loài này thuộc chi Masirana. Masirana abensis được miêu tả năm 1973 bởi Kobayashi.